# Seteluk Tengah
Seteluk Tengah is een bestuurslaag in het regentschap Sumbawa Barat van de provincie West-Nusa Tenggara, Indonesië. Seteluk Tengah telt 3915 inwoners (volkstelling 2010).